# 大西将太郎
大西 将太郎（おおにし しょうたろう、1978年11月18日 - ）は、日本の元ラグビー選手。所属事務所はスポーツビズ。

## プロフィール
- 大阪府東大阪市出身。
- ポジションはセンター(CTB)。
- 身長 180cm、体重 90kg
- 日本代表キャップは33。（2015年9月現在）

## 来歴
啓光学園高校で花園準優勝を経験。高校日本代表に選出されスコットランド遠征に参加。
同志社大学でも関西リーグ連覇に貢献するとともに全国大学選手権でも活躍。
卒業後はワールドに入社。トップリーグ初年度参加を果たす。
2006年、ヤマハ発動機へ移籍。
2007年にはW杯日本代表に選出され、カナダ戦で試合終了直前の同点コンバージョンを決めて引き分けに持ち込んだ。
2009年、近鉄へ移籍。
2013年、豊田自動織機へ移籍。2015年には選手兼任プレイング・BKアシスタントコーチに就任した。
2016年、現役を引退し、同志社大学ラグビー部のバックスコーチに就任した。
2018年、立命館大学ラグビー部のバックスコーチに就任した。
2020年、SKE48斉藤真木子と共にチーム東大阪アンバサダーに就任することを発表。